# Santo Antônio do Leverger (ort)
Santo Antônio do Leverger är en ort i Brasilien.   Den ligger i kommunen Santo Antônio do Leverger och delstaten Mato Grosso, i den centrala delen av landet, 900 km väster om huvudstaden Brasília. Santo Antônio do Leverger ligger 150 meter över havet och antalet invånare är 6 387.
Terrängen runt Santo Antônio do Leverger är platt, och sluttar söderut. Runt Santo Antônio do Leverger är det mycket glesbefolkat, med 3 invånare per kvadratkilometer.. Det finns inga andra samhällen i närheten.
Omgivningarna runt Santo Antônio do Leverger är huvudsakligen savann.